# Hans Rosing
Hans Rosing (9 août 1625 - 13 avril 1699) est un pasteur norvégien, évêque du diocèse luthérien d'Oslo de 1664 à 1699.

## Biographie

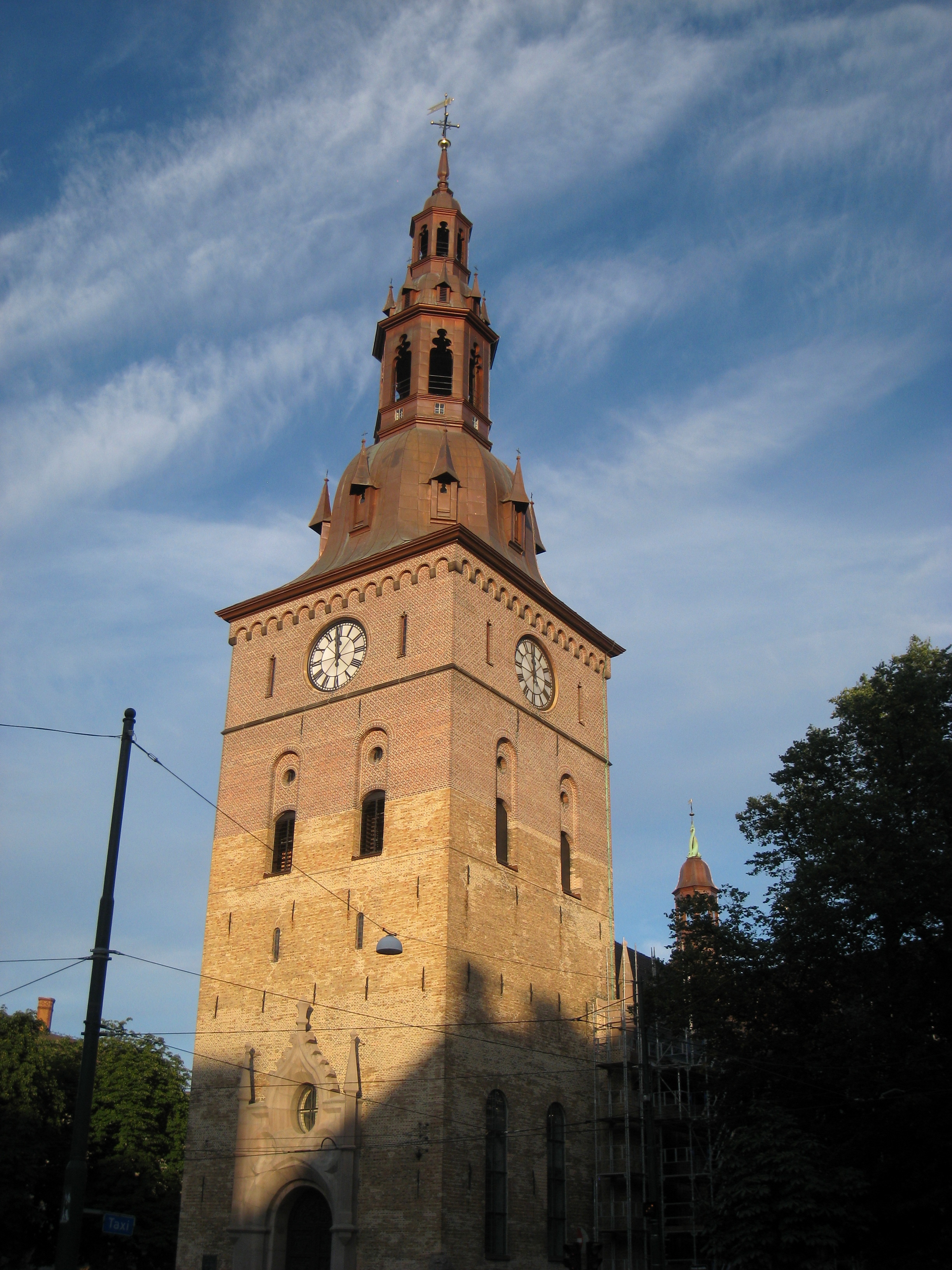
Cathédrale d'Oslo

Il naît à Brønnøy dans le comté de Nordland, en Norvège, fils de Claus Rasmussen Rosing (vers 1602-1644) et de Birgitte Christensdatter Schanche (1603-1681). Son père et son grand-père étaient prêtres. Il fréquente l'école de la cathédrale de Trondheim, puis à partir de 1645 l'Université de Copenhague et en 1649, il a la possibilité d'étudier à l'étranger et s'inscrit aux universités de Leiden, Leipzig et Orléans.
En 1652, il est vicaire à Tureby, à Seeland, et peu de temps après, il épouse Gertrud Hansdatter Borchardsen (1636-1660), fille de Hans Borchardsen (1597-1643), évêque de Ribe. Il est affecté à Kalundborg en 1660. Il est évêque du diocèse d'Oslo (Akershus stift) de 1664 à sa mort en 1699.
Dans ses fonctions d'évêque, il encourage l'amélioration de la formation cléricale. Il collabore étroitement avec le vice-roi (stathouder) Ulrik Frederik Gyldenløve (1638–1704) qui est gouverneur général de Norvège. Il organise également la construction de la Vår Frelsers Kirke (aujourd'hui cathédrale d'Oslo). Les fondations sont posées en 1694 et l'église est consacrée en novembre 1697,.
Rosing s'est marié deux fois : avec Gertrud Hansdatter Borchardsen (1636-1660), puis avec Kirsten Bang (vers 1635-1699), fille du philologue Thomas Bang.